# Anna Althea Hills

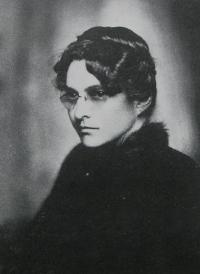
Anna Althea Hills (1920er Jahre)

Anna Althea Hills (* 28. Januar 1882 in Ravenna (Ohio); † 13. Juni 1930  in Laguna Beach (Kalifornien)) war eine US-amerikanische Malerin, die sich auf impressionistische Landschaften der kalifornischen Südküste spezialisierte.

## Leben
Anna Althea Hills wuchs in Olivet (Michigan) auf, wo sie das College besuchte. Sie studierte dann am Art Institute of Chicago und der Cooper Union for the Advancement of Science and Art in New York. Im Anschluss an ihre Studien unternahm sie eine vierjährige Reise durch Europa, wo sie unter anderem an der Académie Julian in Paris studierte.
In die Vereinigten Staaten zurückgekehrt, zog sie 1913 an die Westküste nach Laguna Beach und wechselte von Genre- und Porträtbildern zu impressionistisch beeinflusster Landschaftsmalerei. Hauptmotive waren die kalifornische Küste, aber auch die weiten Wüsten in Südkalifornien und Arizona.
In Laguna Beach begann Hills auch zu unterrichten und wurde zu einem aktiven Mitglied des California Art Club, sowie Gründungsmitglied der Laguna Beach Art Association, der es gelang, die finanziellen Mittel zur Errichtung des Laguna Art Museums aufzubringen. Das Museum wurde 1929, ein Jahr vor ihrem frühen Tod, eingeweiht.
Hills wurde auch mehrmals ausgezeichnet, unter anderem mit der Bronzemedaille der Panama-California Exposition in San Diego 1915 und der Bronzemedaille der California State Fair 1919.